# 聞時霈
聞時霈，安徽銅陵人，清朝政治人物。舉人出身。
嘉慶二十四年，接替杜明遠。擔任江蘇荆溪縣知縣。后由俞德淵接任。